# David Mbaihouloum
David Mbaihouloum (sinh ngày 17 tháng 2 năm 1989) là một tiền vệ bóng đá người Tchad và thành viên của Đội tuyển bóng đá quốc gia Tchad. Anh có 3 lần ra sân cho đội tuyển quốc gia và được triệu tập thi đấu vòng loại ở Cúp bóng đá châu Phi 2012. Anh thi đấu cho AS CotonTchad ở Tchad.